# Каран (фентъзи герой)
Вижте пояснителната страница за други значения на Каран.
Каран (Каран от Банадор) е измислена героиня от тетралогията на Йън Ървайн „Взор през огледалото“. Каран е жена от рода Фърн, но има и аакимска жилка от баща си Галиад (полуааким). Притежава дарбата на усета. Живее в Готрайм.